# Palais Czernin (Wien)
Als Palais Czernin wurden in Wien mehrere Gebäude der Familie Czernin von und zu Chudenitz bezeichnet:

## Palais Czernin in der Altstadt

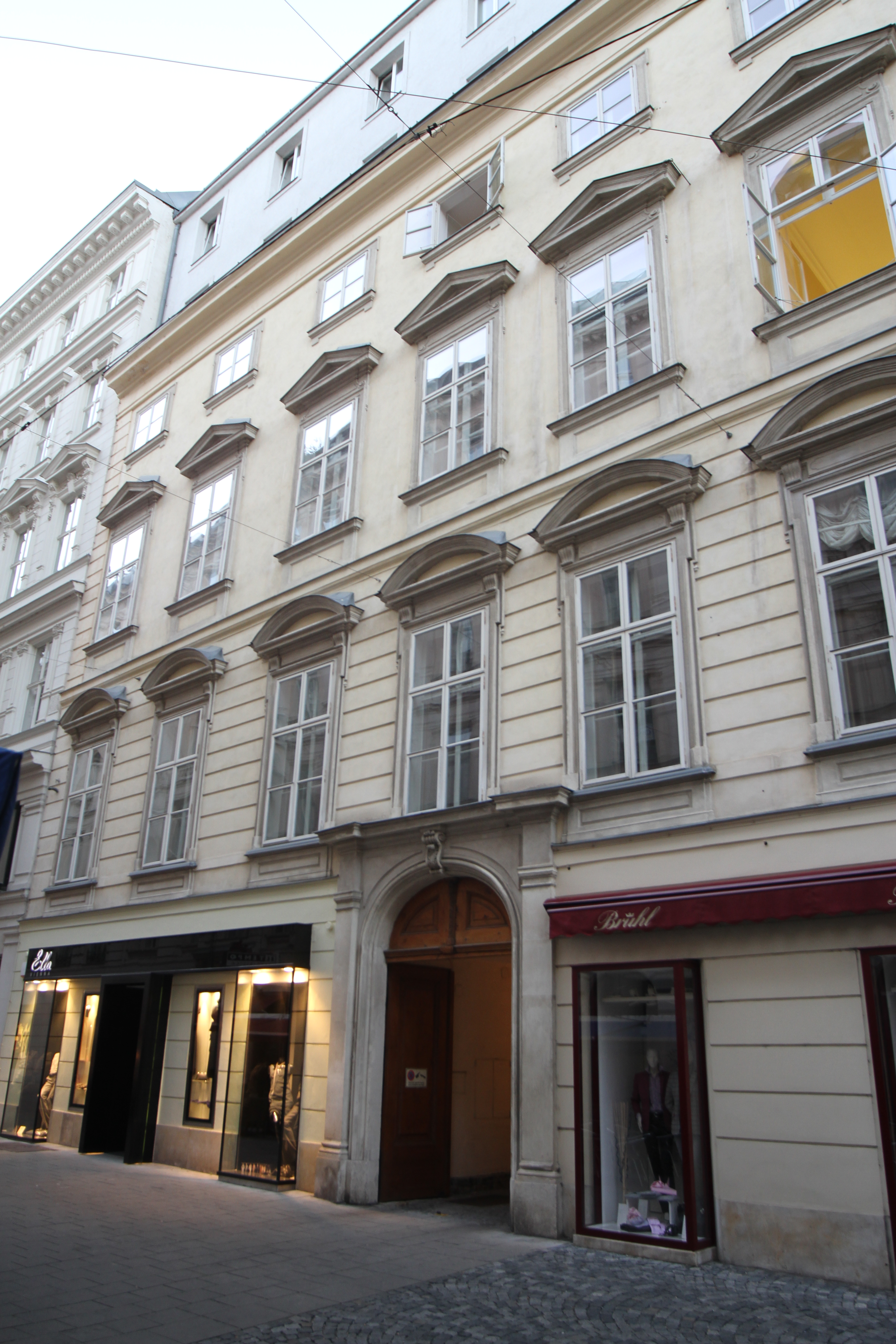
Ehem. Palais Czernin, Wallnerstraße 3

Das Palais Czernin im historischen Stadtzentrum, Wallnerstraße 3 (historische Adresse: Stadt 263), ist auch als Palais Lamberg und als Kaiserhaus bekannt, weil Kaiser Franz Stephan von Lothringen (im Heiligen Römischen Reich: Franz I. Stephan) es angekauft hatte, der hier seine Hobbys pflegen und nicht mit der habsburgischen Monarchie seiner Gattin Maria Theresia verbundene Besucher empfangen konnte. Die um 1800 von Johann Rudolf Graf Czernin hier angelegte Czernin’sche Gemäldegalerie befand sich bis zum Tod des Grafen, der am 23. April 1845 hier starb, im Haus und wurde nach seinem Tod in das von seinem Sohn erbaute Czernin’sche Palais in der Josefstadt (siehe unten) übertragen.

## Palais Czernin-Althan auf der Wieden
Das Palais Czernin oder Czernin-Althan war ein von der Familie Czernin nur kurze Zeit vor 1700 genütztes Palais im heutigen 4. Wiener Gemeindebezirk, Wieden. Es befand sich an der Westseite der späteren Favoritenstraße südlich der Waltergasse gegenüber der Einmündung der Theresianumgasse und besteht heute nicht mehr.

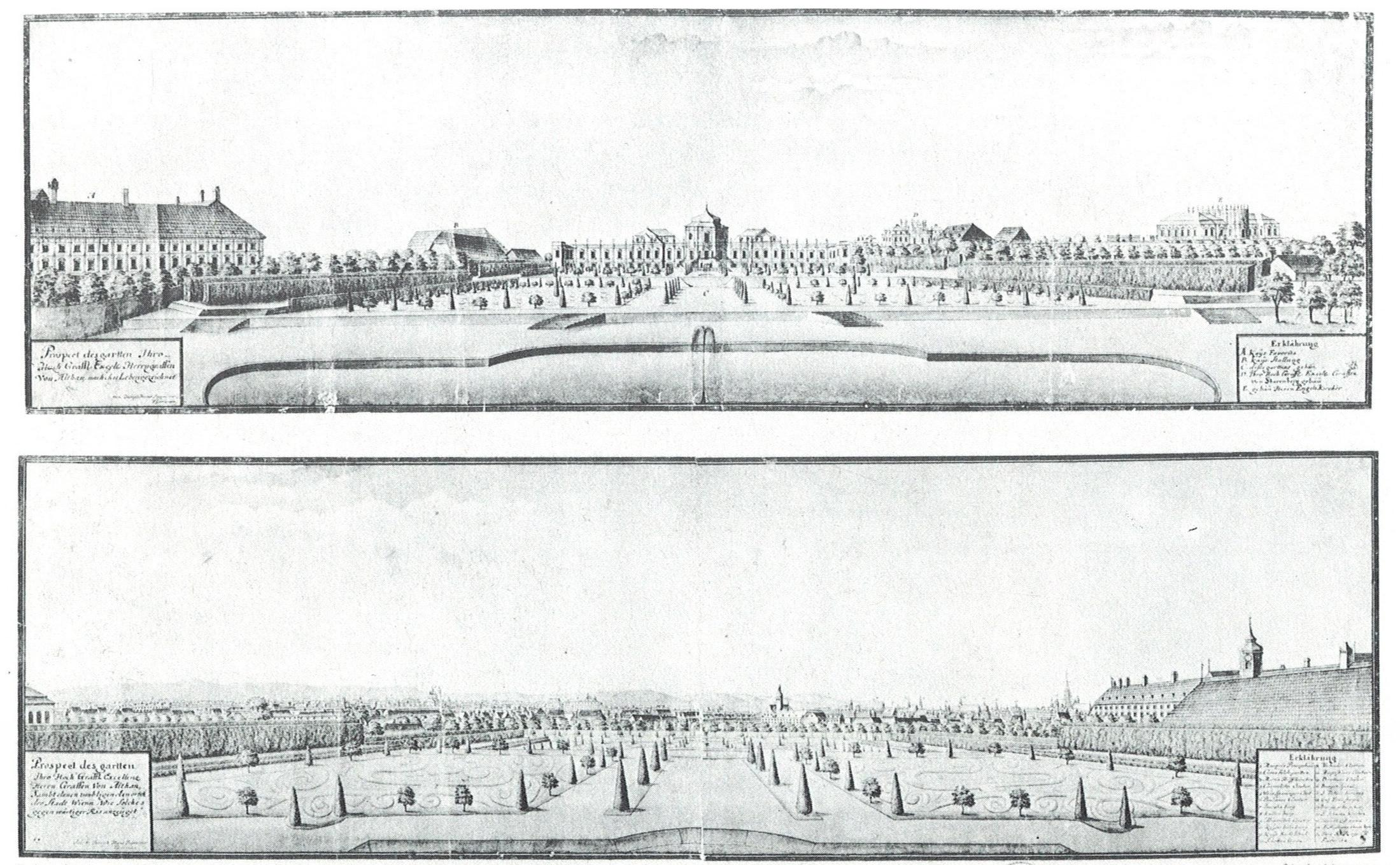
Palais Czernin-Althan um 1720

Das Palais befand sich dem heutigen Theresianum schräg gegenüber. Bauherr war  Reichsgraf Thomas Zacharias Czernin von und zu Chudenitz. Der Bau des Sommerpalais begann 1697, wobei der Architekt unbekannt ist. Aus alten Abbildungen schließt man, dass es Johann Lucas von Hildebrandt gewesen sein könnte. Das Gebäude war ursprünglich ein Gartenpalais mit oktogonalem Mittelteil mit einer großen Terrasse, die über zwei Freitreppen erreichbar war. Die beiden Seitentrakte waren niedriger und hatten nur einfache Giebeldächer. Es wurde sehr großzügig sowohl im Inneren als auch im Garten ausgestattet. Graf Czernin verstarb aber bereits drei Jahre später, im Jahr 1700. 
Das Palais war kurz in anderen Händen, bevor es Graf Michael Johann von Althann erwarb. Dieser erweiterte es nochmals. Nach seinem Tod 1722 erbte das Anwesen seine Witwe Maria Anna von Althan, eine geborene Pignatelli. In ihrer Zeit wurden hier zahlreiche Feste mit Gästen vom Hochadel bis zum Kaiserhaus gefeiert, die erst nach dem Tod Kaiser Karl VI. abflauten.
Ende des 18. Jahrhunderts richtete der Möbelfabrikant Josef Danhauser in dem Palais eine Produktionsstätte ein, große Teile des Gartens wurden als Baugründe verkauft. Doch auch diese Funktion verlor das Bauwerk 1838, nachdem der Erbe Danhausers die Firma schließen musste. Es wurde fortan als Wiedner Spital verwendet. Nach den notwendigen Umbauten erinnerte nur mehr wenig an das ursprüngliche Palais.
Nach dem Zweiten Weltkrieg wurde das Palais abgerissen und es entstand die Wohnhausanlage Bertha-von-Suttner-Hof.

## Palais Czernin in der Josefstadt
Das Czernin’sche Palais, 1837–1839 errichtet, 1845–1954 mit Gemäldegalerie, befindet sich hinter dem später gebauten neuen Wiener Rathaus im heutigen 8. Wiener Gemeindebezirk, Josefstadt, am Friedrich-Schmidt-Platz Nr. 4 (Ecke Schmidgasse; Zweierlinie), ursprünglich auch Nr. 5. Das Haus war in Lehmanns Wiener Adressbuch noch 1911 mit der Adresse Landesgerichtsstraße 9 eingetragen, obwohl dieser Teil der Straße damals schon in Friedrich-Schmidt-Platz umbenannt war. Der Gebäudeteil auf Nr. 4 besteht bis heute.

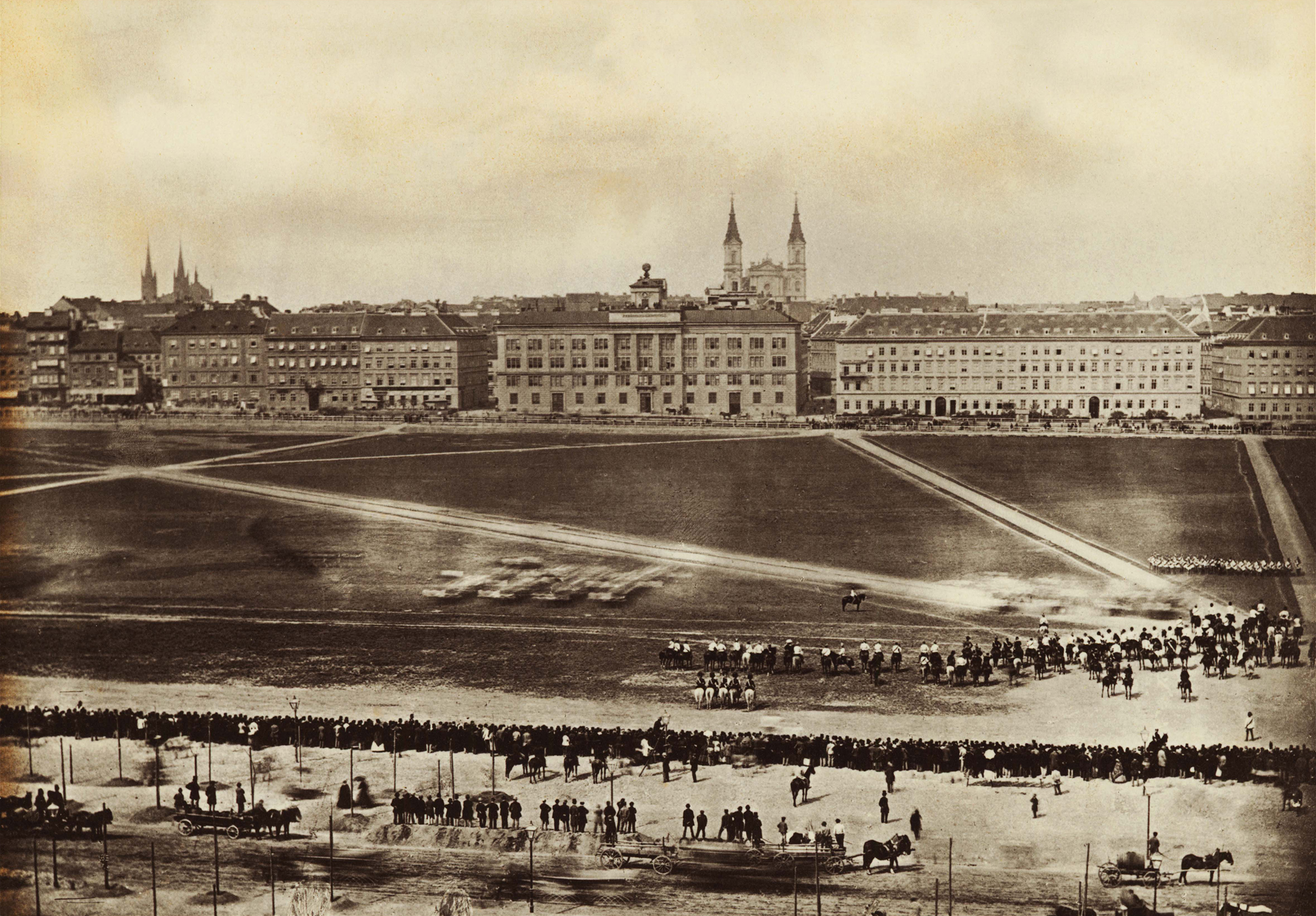
Das Czerninsche Palais 1860 (im Bild rechts neben dem k.k. Militärgeographischen Institut)

Der Adelssitz wurde 1839 im Auftrag von Graf Eugen, dem Sohn von Johann Rudolf Graf Czernin, dem kunstsinnigen Oberstkämmerer von Kaiser Ferdinand I., als Fideikommisspalais der böhmischen Familie Czernin von und zu Chudenitz fertiggestellt. Das Palais blickte damals auf das Josefstädter Glacis, auf dem sich bis 1870 ein wichtiger Exerzierplatz des Heeres befand und später das heutige Wiener Rathaus entstand.
Czerninsche Gemäldegalerie: Von dessen Todesjahr 1845 bis 1954 befand sich hier die von Johann Rudolf Graf Czernin begründete, zuletzt von Eugen Czernin–Chudenitz (1892–1955) verwaltete private Kunstsammlung, die dann als Leihgabe der Familie Czernin großteils der Residenzgalerie Salzburg übergeben und von dieser 1980–1991 angekauft wurde. Sie umfasste vor allem Malereien holländischer, aber auch italienischer, spanischer und französischer Künstler des 17. Jahrhunderts. Die Czerninsche Gemäldegalerie war z. B. um 1936 an drei Tagen pro Woche insgesamt zehn Stunden lang öffentlich zugänglich.
Die Czerninsche Gemäldegalerie schien in Meyers Konversations-Lexikon 1895 mit folgendem Eintrag auf:
„Im Palais des Grafen Czernin zu Wien, enthält etwa 300 Gemälde meist niederländischer Meister (Rubens, van Dyck, Ruisdael, Potter, Rembrandt, van Huysum und van der Meer).“

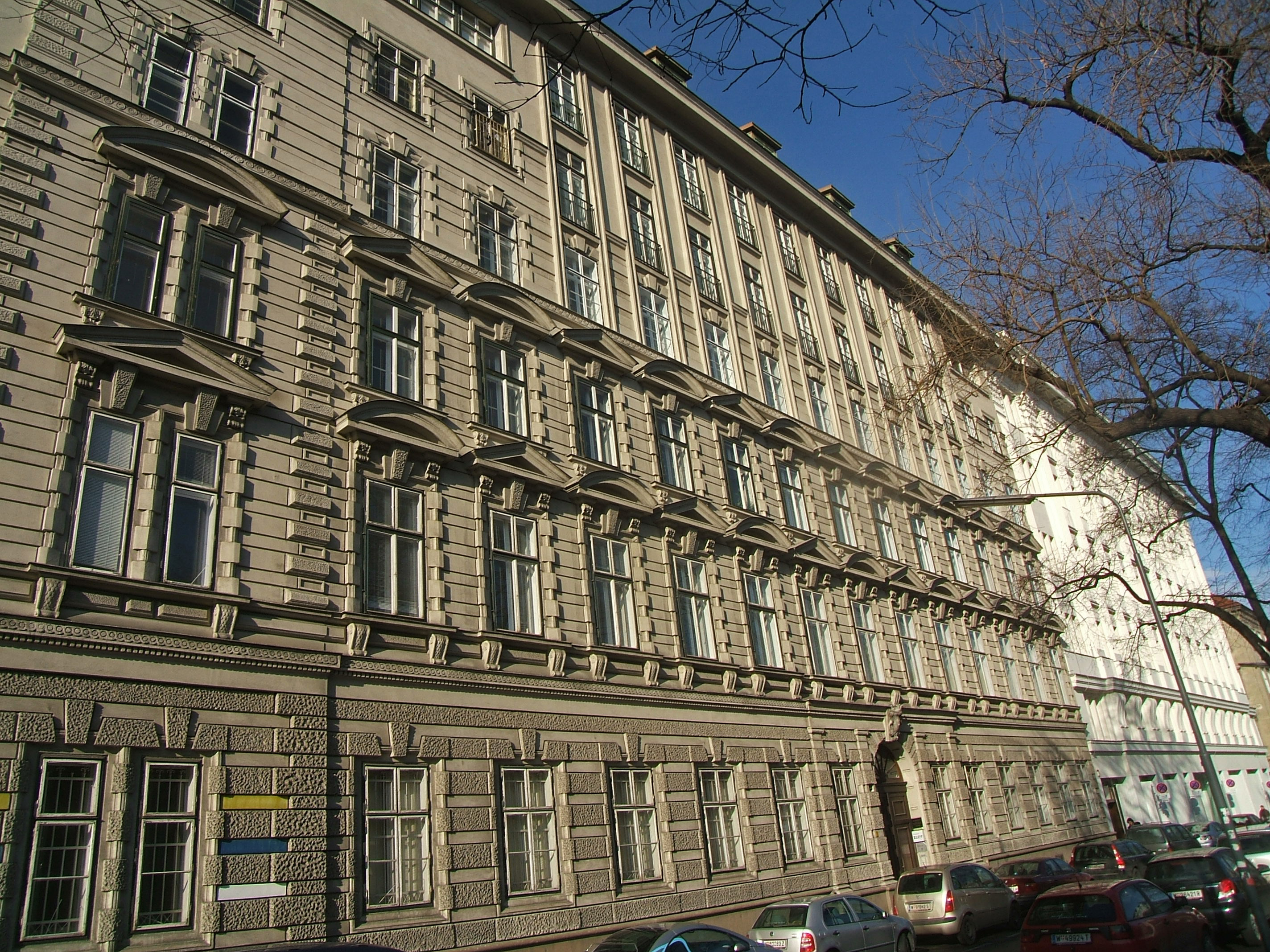
Ehem. Palais Czernin mit Gemäldegalerie (rechts hinten der 1914 durch ein Bürohaus ersetzte Teil, heute Kulturabteilung der Stadt Wien)

Palaisgebäude: Es umfasste, wie auf dem Foto von 1860 zu ersehen ist, einst 30 Fensterachsen und damit auch die 15 Fensterachsen des heutigen Grundstücks Friedrich-Schmidt-Platz 5, wo 1914–1916 ein modernes Gebäude (heute Kulturabteilung der Stadt Wien) errichtet wurde. Zur Familie Czernin gehörte u. a. Ottokar Czernin, einer der letzten k. u. k. Außenminister. 
Die dreiteilige Portalgruppe besitzt eine toskanische Pilastergliederung und eine Kartusche mit dem Czernin-Wappen. Auf den bis heute bestehenden Teil des ursprünglich viergeschoßigen Palais wurden zwischen 1928 und 1935 (Fotos der Österreichischen Lichtbildstelle) zwei Stockwerke aufgesetzt, so dass es nunmehr sechs Geschoße und eine Mansarde umfasste. Im Zweiten Weltkrieg wurde das Palais erheblich beschädigt.

## Czernin’sches Gartenpalais in der Leopoldstadt
Ein weiteres Czerninpalais in Wien ist in Felix Czeikes Historischem Lexikon Wien am Standort zwischen Praterstraße und Franzensbrücke in der damaligen Vorstadt Leopoldstadt im späteren 2. Bezirk, Czerninplatz 4–5, angeführt. Hermann Jakob Graf Czernin (1659–1710) kaufte das Areal 1685, ließ ein Gartenschloss von seinem Architekten Giovanni Battista Maderno errichten und erweiterte das Areal in der Folge bis zum heutigen Donaukanal; unter einem späteren Besitzer begann das Gartenschloss seit 1767 zu verfallen, 1795 begann die Parzellierung des Geländes.